# カリン・モンスドッテル
カリン・モンスドッテル（Karin Månsdotter, 1550年11月6日 - 1612年9月13日）は、スウェーデン王エリク14世の王妃。モンスドッテルは「モンスの娘」を意味する父称。

## 生涯
カリンは牢獄で働いていたモンスと、エリクの異母妹エリサベトの侍女をしていたイングリッドとの間にウップランド地方で生まれた。1565年にエリクの愛妾となった。彼女の存在は全く公的なもので、カリンは上等の衣類を与えられエリクとともに大っぴらに宮廷に現れ、スウェーデン史上初の公妾として扱われていた。
カリンは存命中に肖像画を描かれたことがないが、ブロンドの長い髪と邪気のない瞳をし、穏やかで慎ましやかな、ごく普通の人物だったという記述が残っている。エリクは精神不安定に苦しんでいたが、その彼をいたわり落ち着かせることができるのはカリンだけだった。カリンの存在を、エリクの親族は評価していた。彼女は宮廷内に敵はいなかったが、尊敬されておらず、1568年にエリクと正式に結婚すると醜聞となり、それが彼の廃位にもつながる結果となった。
カリンは政治的に何の野心も持たない女性であったが、スウェーデン史における彼女の印象は、王の助言者ヨラン・ペッションとともにエリクを支える姿が主である。およそ300年後に画家ゲオルク・フォン・ローゼンにより描かれた絵には（1871年）、精神が混乱して床に座り込むエリク、そのそばで彼の手をとり純真な天使のごとく支えるカリン、反対側には書類に署名させるべく立つヨラン・ペッション、という構図で描かれている。
エリクとカリンは1568年に正式に結婚し、それ以後カリンは王妃として遇されることになった。戴冠式の最中、王冠を運ぶ聖職者の手から誤って王冠は床に転げ落ちた。その後すぐ、エリクの異母弟たちが反乱を起こし、エリクとその家族を幽閉した。
エリクの廃位が決まった後、カリンは王太后カタリナ・ステンボック（グスタフ1世の3度目の妃）の前にひれ伏して、狂気の残るエリクを「どうか許してください!」と叫んだと伝えられている。エリクとの結婚がクーデターの起こった理由の一つであり、同じく王弟ヨハン（のちのヨハン3世）に対しても「彼を許してください!」と同じ事を叫んだという。しかし、王太后カタリナは完全に無視した。この話は、民間伝承の伝説の一つとなった。
1573年、カリンと子供たちはエリクから引き離された。カリンがこれ以上エリクとの庶子を生まないようにするためだった。彼らはオーボ（トゥルク）の城に送られ、エリクの死ぬ1577年まで身柄を拘束された。1575年には、拘留されていた息子グスタフがカリンの元から引き離された。彼はポーランドへ送られ、イエズス会修道士に育てられることになった。カリンの手元に残されたのは長女シグリッドだけだった。エリクが死ぬと、カリンは温情を受けてフィンランドに領地を与えられ、余生をそこで過ごした。
カリンは2度スウェーデン宮廷へ戻る機会があった。1577年、未亡人となり経済援助を頼むためにストックホルムへ旅行した際（この願いは聞き届けられた）と、1582年にヨハン3世の妃カタジナと王太后カタリナ・ステンボックと会ったいわゆる『三女王の会談』の時である。
1587年、カリンの長女シグリッドは王女アンナ・ヴァーサ（ヨハン3世とカタージナの娘）の侍女となり、ワルシャワへ同行することになった。カリンも娘に同行してワルシャワへ行き、12年前に引き離された長男グスタフと再会した。グスタフはカトリック教徒として育てられており、スウェーデン語を忘れたグスタフと、スウェーデン語しか知らないカリンは、互いに一言も言葉を交わすことができなかった。カリンは、グスタフの体にある生まれつきのほくろを見て、自分の息子だと確認したのみだった。次に母子が再会したのは、1595年のエストニアでだった。グスタフは困窮し、傭兵として食いつないでいた。カリンは経済的に援助しようとし、グスタフをスウェーデンに帰国させるよう許可をもらおうとしたが、カリンは二度とグスタフに会うことはできなかった。一方で、長女シグリッドはスウェーデン貴族と2度結婚し、母のそばで生きた。
カリンはフィンランドで尊敬され、好かれた。1596年から2年間続いた大規模な反乱の間、暴徒たちはカリンの領地から略奪するのを控えた。カリンは1612年に亡くなり、トゥルク大聖堂に葬られた。

## 登場作品
映画
- 『Karin Månsdotter』（スウェーデン、1954）

音楽
- 『Karin Månsdotters vaggvisa（カリン・モンスドッテルの子守唄）』Martin Wegelius